# 緋色の研究

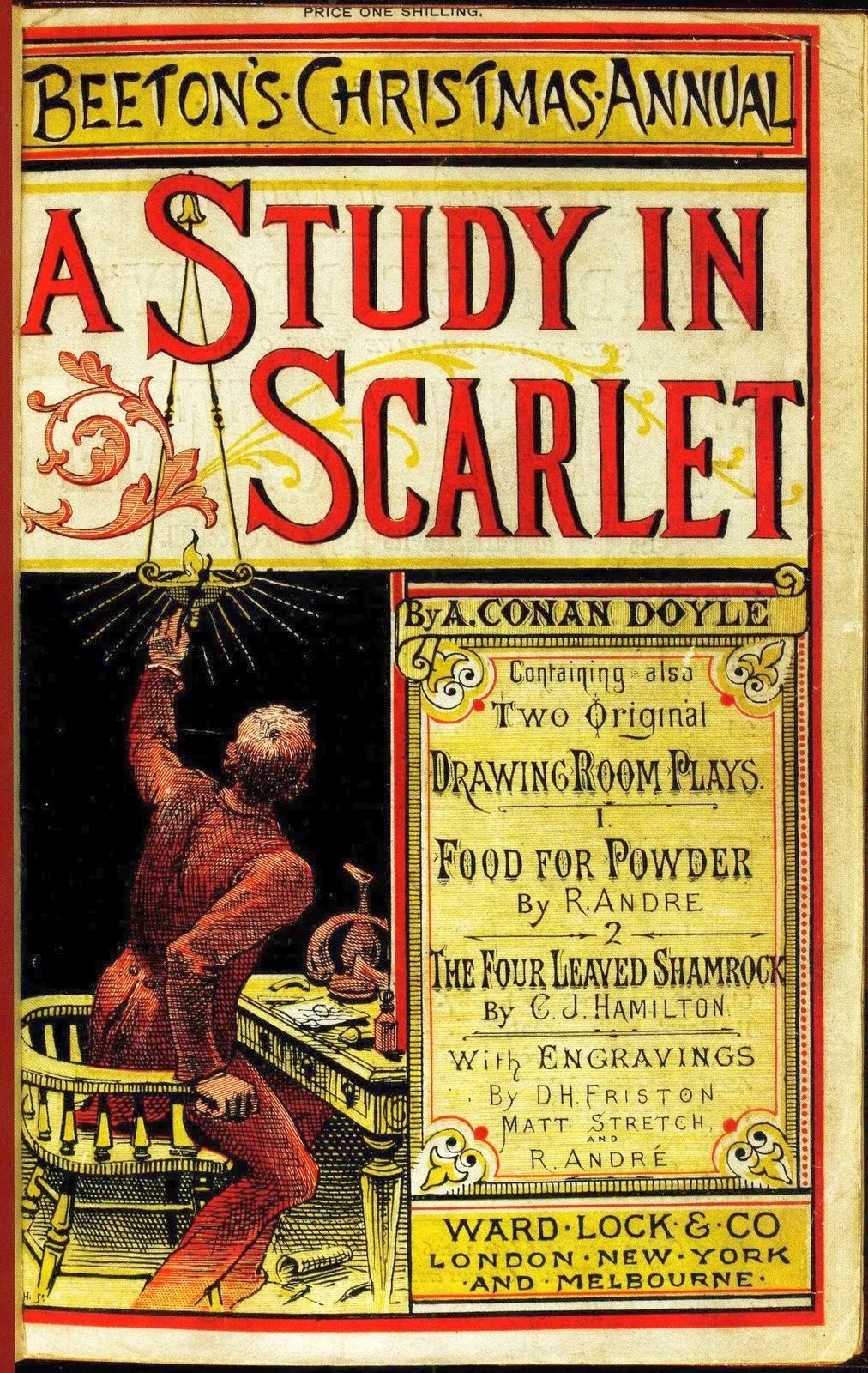
『緋色の研究』が掲載された「ビートンのクリスマス年鑑」

『緋色の研究』（ひいろのけんきゅう、英: A Study in Scarlet）は、アーサー・コナン・ドイルによる長編小説。シャーロック・ホームズシリーズの最初の作品で（時系列ではのちに発表される「グロリア・スコット号」が最も古い事件）、1886年に執筆され、翌1887年に発表された。
ホームズとワトスンの出会いと、その後起こる殺人事件を描く。事件の捜査が行われる第1部「医学博士、元陸軍軍医ジョン・H・ワトスンの回想録の翻刻」と、犯行に至った歴史が導かれる第2部（無題）の2部構成を採る。

## 主な登場人物

### 第一部
イーノック・J・ドレッバー
洒落た身なりのアメリカ人旅行客。空き家で外傷の無い遺体が発見される。色がなまっちろい。
ジョゼフ・スタンガスン
ドレッバーの秘書。彼よりは幾分か年上。首がずんぐりと太く短い。
ランス巡査
地域担当の警察官。遺体の最初の発見者。
レストレード警部
いたちに似た風貌のスコットランドヤード所属の刑事。
グレグソン
レストレードのライバル刑事。
ジェファスン・ホープ
辻馬車の御者。
ジョン・H・ワトソン
物語の語り手。ホームズ物語の記述者で彼の相棒。
スタンフォード医師
かつてワトソンの手術助手を務めていた青年。ホームズとのシェアハウスを持ち掛ける。
シャーロック・ホームズ
主人公の名探偵。

### 第二部
ジョン・フェリア
モルモン教徒に援けられた遭難者。
ルーシー・フェリア
ジョンの養女。ジョンとともに援けられる。成長して魅力的な娘になる。
ジェファスン・ホープ
ルーシーの婚約者。第一部のホープ御者が若かったころの姿。
ブリガム・ヤング
モルモン教徒の指導者。

## あらすじ

### 第1部
第1部はワトソンの回想の形で始まる。
医学博士ジョン・H・ワトスンはイギリス軍の軍医としてアフガニスタンの戦場に赴くが、左肩に重傷を負い（後の作品では部位が脚に変わっていて、ホームズシリーズの謎の一つ）、イギリスに送還された。為す事もなく過ごしていると、かつて助手をしていた男からシャーロック・ホームズという特異な人物を紹介され、ベーカー街221Bで共同生活を開始する。初対面にもかかわらず、ワトスンが負傷してアフガニスタンから帰ってきたことや、見知らぬ男の前歴を言い当てたホームズの観察力と推理力は、ワトスンを驚かせる（岩波少年文庫版「冒険」に記されている「ホームズからの挨拶―初めてホームズの物語を読む人のために―」にも述べられている）。
共同生活を始めて間もなく、ホームズの元にスコットランド・ヤードのグレグスン刑事から殺人事件が発生したとの手紙が届き、ホームズはワトスンを連れて現場に向かう。そこは空き家であったが、巡回中の巡査が部屋に明かりがついていることを不思議に思い、中に入ってみたところ死体を発見したのである。グレグスンとレストレード刑事は難事件にお手上げの様子である。殺されていたのは立派な服装の中年男で、イーノック・ドレッバーの名刺を持っており、壁には RACHE （ラッヘ：ドイツ語で復讐の意）と血で書かれた文字があって、女の結婚指輪が落ちていた。
ホームズは綿密な現場検証をして、被害者が毒殺されたことや犯人の人相・特徴を推理し、第一発見者の巡査に事情聴取をしたりと、次々に捜査を進めた上、新聞に結婚指輪の拾得記事を出す。指輪を使って犯人をおびき出そうというのだ。予想通り指輪の受取人が来るが、ホームズが推理した赤ら顔の大男ではなく、老婆であった。しかもその老婆を尾行したホームズは見事に巻かれてしまう。
一方グレグスンは、ついに犯人を逮捕したと得意満面であった。彼が捕らえたのは、ドレッバーが秘書のスタンガスンと共に下宿していた家の女主人の息子である海軍将校だった。事件前日、ドレッバーがそこを引き払う際にその家の娘を無理やり連れ出そうとし、兄であった海軍将校に叩き出された事実があったのだ。それが犯行の動機だとグレグスンはホームズに言うが、続いてやって来たレストレイドが、秘書のスタンガスンが宿泊先のホテルで刺殺死体で発見されたと伝える。
ホームズは、準備万端整えた上で辻馬車を呼ぶ。何事かといぶかしむワトスン、グレグスン、レストレイドの前で、ホームズは入ってきた馭者にあっという間に手錠をかけ、目を輝かせてこう叫んだ。「諸君! イーノック・ドレッバーおよびジョゼフ・スタンガスン殺害の犯人、ジェファースン・ホープ氏を紹介しましょう!」と。

### 第2部
第2部は、一転してこの事件の裏に潜む過去の深い因縁が語られる。
北アメリカ内陸部の砂漠。ジョン・フェリアと孤児のルーシーは、道に迷ったうえに食料と水も無く、死に掛けていたところを、ブリガム・ヤングに率いられた移動中のモルモン教徒（末日聖徒イエス・キリスト教会の信者）の集団・モルモン開拓者に救われる。彼らはソルトレイクシティ（末日聖徒イエス・キリスト教会本部）を建設し、ジョン・フェリアは郊外で一生懸命働き、やがては地域でも屈指の富豪になった。また彼は、ルーシーを養女にして実の娘のようにかわいがった。成長したルーシーは、並ぶ者の無い美しい少女となったのである。
ある日、乗馬していたルーシーは、馬が暴れだしたところを旅の青年ジェファースン・ホープに助けられ、彼の実直さと強さに引かれた。ホープも彼女に好意を持った。父親のジョンは2人の結婚を認めた。ところが、一時的にホープが町を去っているあいだに、モルモン教の指導者ブリガム・ヤングは、ルーシーに青年ドレッバーかスタンガスンとの結婚を命令した（一夫多妻制であった）。指導者に背けば命は無い。ジョンは町からの脱出を決意し、ホープを呼び戻す。見張りに囲まれている家へ、夜のとばりにまぎれて匍匐前進で到着したホープ。彼に導かれて、何とか家から脱け出したジョンとルーシー。土地勘のあるホープの指示によって、人跡未踏の荒野を踏破する。ここまで来れば一安心と、つい気を抜いたホープは、食糧とする獣を捕らえるためにキャンプを離れた。その裏をかくようにドレッバーとスタンガスンの追跡隊が襲い、ジョンを殺害し、ルーシーを奪って去った。無人となったキャンプに戻ったホープは、追跡隊によって作られたジョンの粗末な墓を見つけて事の推移を察する。ジョンを殺害したのはスタンガスンであったが、最終的にルーシーはドレッバーと結婚させられた。しかし意に沿わぬ結婚に体調をくずして程なく病死した。男たちは妻の一人が死んだだけ、と意に介さないなかで、女たちが催した葬儀の場に飛び込んだホープは、ルーシーの指から結婚指輪を抜き取って去った。
それ以後、ドレッバーとスタンガスンは、ホープから執拗に命を狙われる。彼らはソルトレイクシティを離れ、アメリカ国内からヨーロッパを転々としてホープの追跡から逃れる。しかしホープも超人的な執念で彼らを追った。年月がたち、彼らはロンドンに来る。そこでついに件の殺人事件に至ったのであった。下宿を追い出されたドレッバーは辻馬車を拾う。この馬車こそ、ホープが2人を追うために馭者に扮していたものだった。空き家の鍵は、その所有者が家を点検するためにたまたま乗ったとき、鍵型をとっていた。酒好きのドレッバーは、飲み屋をはしごして酔っぱらった。時は至れりと思ったホープは、ドレッバーを空き家の鍵を開けて連れ込み、毒薬の決闘を挑む。彼は自分の復讐を神の手にゆだねたのだ。毒入り丸薬とそうでない丸薬を用意し、両者で同時に飲み込み、毒入りに当った方が死ぬという方法である。そしてホープが勝った。興奮のあまりにホープは、鼻血を出した。例の文字は、その血で書かれたものであり、結婚指輪はその時に落としたのである。スタンガスンが滞在していた宿屋には、ホープは梯子を使って忍び込んだ。スタンガスンにも同じく毒薬を使う方法で挑んだが、彼がいきなり襲いかかって来たため、やむなくナイフで刺殺したのだった。
取り押さえられたホープはおとなしく縛につき、スコットランド・ヤードに連行され、以上のようないきさつをホームズ、ワトスン、刑事たちに語った。そして、長い追跡のため無理を続けて動脈瘤になっていたホープは、起訴を待たずして獄中で病死した。ホープを犯人と見破ったホームズの慧眼にワトスンは敬服し、しかし手柄をグレグスンとレストレイドに横取りされても何も言わない彼を見て、自分がホームズの活躍を記録して世に出そうと決心する（ワトスンの台詞で物語が締めくくられる正典は本作のみである）。

## 翻案・翻訳の歴史
『A Study in Scarlet』が初めて日本で紹介されたのは、発表から12年後の1899年（明治32年）に『毎日新聞』で連載された『血染の壁』である。訳者は「無名氏」となっていて不明であり、内容を日本に移した翻案だった。作中、ホームズの名前は小室泰六とされ、挿絵では髭を生やした恰幅の良い人物として描かれた。明治時代は翻案が主流で、『新陰陽博士』『モルモン奇譚』『神通力』といったタイトルで紹介された。その後は翻訳が主流となったが、タイトルは『壁上の血書』『疑問の指環』『深紅の一絲』『スタディ・イン・スカアレット』と、様々であった。初めて『緋色の研究』と題されたのは1931年（昭和6年）、改造社の『ドイル全集 第1巻』収録作で、延原謙の翻訳である。以降の翻訳では、タイトルが『緋色の研究』で定着した。

## Study の訳語
初めてシャーロック・ホームズシリーズ全編の翻訳をした延原謙が『緋色の研究』と訳したことでこの題名で定着したが、原題『A Study in Scarlet』の「study」は「研究」ではなく「習作」と訳すべきだと主張される場合がある。原題『A Study in Scarlet』は作中のホームズの発言に由来する。その発言内に「a little art jargon」という表現があり、美術史学では絵画のタイトルに「study」とあれば「習作」と訳されることなどから、ここでの「study」は「習作」と訳されるべき美術用語であると結論付ける内容である。1997年に翻訳を刊行した河出書房の版（小林司・東山あかね訳）ではこの説により、『緋色の習作』と題している。1953年に延原謙が翻訳した新潮文庫版は、1996年に嗣子の延原展により訳の修正が行なわれた改版となったが、日本では「研究」の訳で定着していること、探偵小説のタイトルとしては「研究」の方が「習作」より優れている説があることなどを理由とし、引き続き『緋色の研究』の訳を採用している。日本以外では、study を étude（フランス）、estudo（ポルトガル）、studie（デンマーク）などと訳しているが、いずれの語にも英語同様、「研究」と「習作」両方の意味があるため、問題は発生していない。

## モルモン教への言及について
作品の背景とモルモン教に関する記述
本作品は、モルモン教の主流派である末日聖徒イエス・キリスト教会が公式に一夫多妻制を放棄した1890年以前に執筆されたものである。したがって、現在の同教会は一夫多妻制を認めていない。しかしながら、教会を離れた者や分派の元信者などからは、「一夫多妻制が現在も続いている」といった主張が一部に見られる。
作中のモルモン教描写における誤解と偏見
作中には、モルモン教徒であるイーノック・ドレッバーが大酒を飲んでいる描写や、「高級ラシャ」を着用したモルモン教徒の登場、「被迫害者が迫害者として行動する」場面、さらにはモルモン教指導者ブリガム・ヤングがカトリックの教理問答を想起させる台詞を述べるなど、モルモン開拓者やブリガム・ヤングに関する記述に顕著な誤解と偏見が含まれている。これらの描写は、現在においても多くの部分で修正されていない。末日聖徒イエス・キリスト教会は、創設者ジョセフ・スミス・ジュニアの時代に過激な側面が存在したが、ブリガム・ヤングらの尽力によってそうした部分は是正されていった。しかしながら、当時のヨーロッパにおいては、モルモン教に対する強い誤解と偏見が依然として存在していたと考えられる。
固有名詞の変更と創作された設定
モルモン教において重要な存在である「天使モロニ」（教団の発音はモロナイ）という名称について、そのアイルランド系の響きを考慮し、意図的に「メローナ」と改変された可能性がある。また、創作された「四長老神聖会議」に関しては、河出書房刊行の『緋色の習作』の注釈によれば、作者であるドイルがどのような資料に基づいてこの設定を創作したのかは明らかではない。
映像化作品における扱い
ジェレミー・ブレットが主演を務めたテレビシリーズにおいては、このホームズシリーズ最初の作品は映像化されていない。一方、ベネディクト・カンバーバッチ主演のテレビシリーズでは、本作を基にしたエピソードが放送されたものの、その内容は原作と比較して大幅に異なっている。また、漫画などの媒体においては、「モルモン教」という名称が別の名称に置き換えられて描かれる事例も見られる。

## ストーリーの瑕疵
- 警察は、最初の殺人事件が発生したブリクストン邸の所有者に対し、事件に関する事情聴取を一度も実施していない。 邸宅の扉が施錠されていた事実から考察すると、最初の殺人事件の犯人は、邸宅の鍵を所持していたと考えられる。  この状況を踏まえると、以前にジェファースン・ホープの馬車に同乗し、ブリクストン通りの空き家を内見した人物が鍵を所持していた可能性が高く、捜査における第一の候補者として浮上する。
- 馭者のジェファースン・ホープが、自身の運転するキャブがベイカー街221B番地へ呼び出された際、何の疑念も抱かなかったとするのは不自然である。なぜなら、彼は以前、同じ住所に老女に変装させた友人を送り込んでいるからである。 さらに考慮すべき点として、ホープは事件前日に被害者の所持品であった金の指輪に関する新聞記事を読んでいる可能性が高い。その直後に、彼がその指輪の持ち主の住所、すなわちベイカー街221B番地を忘れてしまうとは考えにくい。これらの状況から、ホープが事件に関与していた可能性は否定できない。